# Mars 3
La sonda Mars 3 (en ruso Марс 3, Marte 3) era una nave idéntica a la Mars 2, cada una con un módulo orbital y un módulo de descenso acoplado, desarrolladas en el marco del programa Mars de sondas soviéticas para la exploración de Marte. El principal objetivo del orbitador Mars 3 era la obtención de imágenes de la superficie marciana y de las nubes, determinar la temperatura, estudiar la topografía, composición y propiedades físicas de la superficie, así como medir las propiedades de la atmósfera, medir el viento solar y los campos magnéticos marciano e interplanetario. También actuaría como repetidor hacia la Tierra de las señales enviadas por el módulo aterrizador.
El principal objetivo científico del módulo de descenso mars 3 era realizar un amartizaje suave en Marte, devolver fotografías de la superficie y enviar datos de las condiciones meteorológicas, así como de la composición atmosférica y de las propiedades mecánicas y químicas del suelo. La sonda mars 3 fue la primera que realizó un amartizaje suave en la superficie de Marte.

## Las naves
Entre los dos módulos tenían una masa total de 4.650 kilogramos en el momento del lanzamiento incluyendo el combustible. La altura de la nave era de 4,1 metros y llegaba hasta los 5,9 metros de envergadura con los dos paneles solares desplegados, mientras que el diámetro de la base era de dos metros. De la masa total, 3.440 kilogramos pertenecían al orbitador cargado de combustible y 1.210 kg eran del módulo de descenso también con el combustible cargado.
El sistema de propulsión estaba situado en la parte inferior del cuerpo cilíndrico de la nave que era el principal elemento de la sonda. Estaba formado por un tanque de combustible cilíndrico dividido en compartimentos para alojar el combustible y el oxidante. El motor estaba colocado en un soporte en la parte baja del tanque y el módulo de descenso estaba situado en la parte superior del bus del orbitador. Los dos paneles solares se extendían en los laterales del cilindro y una antena parabólica de 2,5 metros situada en el lateral junto a los radiadores servía para las comunicaciones en alta ganancia. 
La telemetría era transmitida por la nave a 928,4 MHz. Los instrumentos y los sistemas de navegación estaban situados en la parte baja de la sonda y la antena para las comunicaciones con el aterrizador estaba anclada a los paneles solares. Además la nave llevaba tres antenas direccionales de baja potencia que se situaban cerca de la antena parabólica. 

## Instrumentación del orbitador
Los experimentos científicos se encontraban en su mayoría en compartimentos herméticamente sellados. La sonda mars 3 portaba:
- Un radiómetro infrarrojo de 1 kg de peso que trabaja entre las 8 y 40 micras para determinar la temperatura de la superficie marciana.

- Un fotómetro para realizar análisis espectrales por absorción de las concentraciones del vapor de agua atmosférico en la línea de las 1,38 micras.

- fotómetro infrarrojo.

- Un fotómetro ultravioleta para detectar el argón, oxígeno e hidrógeno atómico.

- Un sensor Lyman-alfa para detectar hidrógeno en la atmósfera superior.

- Un fotómetro de rango visible que estudiaba seis franjas estrechas entre las 0,35 y 0,70 micras.

- Un radiotelescopio y un radiómetro para determinar la reflectividad de la superficie y la atmósfera en el visible (0,3 a 0,6 micras) y la radio-reflectividad de la superficie en el rango de los 3,4 cm, así como la permeabilidad dieléctrica para determinar la temperatura de la superficie a 50 centímetros de profundidad.

- Un espectrómetro infrarrojo para medir la banda de absorción del dióxido de carbono en la banda de las 2,06 micras, para tener una estimación de la abundancia.

Además la sonda llevaba una cámara con una longitud focal de 350 milímetros para el ángulo estrecho y de 52 milímetros para el ángulo ancho, ambas en el mismo eje y con varios filtros de luz en rojo, verde, azul y ultravioleta. El sistema de imágenes devolvía fotografías escaneadas de 1000 x 1000 píxeles con una resolución entre los 10 y los 100 metros, obtenidas en un laboratorio de imagen que llevaba la sonda.
Se llevaron a cabo experimentos de radio-ocultación cuando las transmisiones de radio atravesaban la atmósfera, obteniendo nueva información sobre su estructura al observar la refracción de la señal. Durante el vuelo hasta Marte se realizaron medidas de los rayos cósmicos galácticos y de la radiación solar. Ocho sensores independientes de plasma electrostático estaban a bordo para determinar la velocidad, temperatura y composición del viento solar en el rango entre los 30 y los 10 000 eV. Un magnetómetro de tres ejes que servía para medir los campos magnéticos interplanetarios y marciano, estaba colocado en un brazo extensible situado en un panel solar.
Este orbitador llevaba además un experimento francés que no llevaba la sonda Mars 2. Se llamaba Spectrum-1 y servía para medir la radiación solar a longitudes de onda métricas, en conjunción con receptores en la Tierra para estudiar las causas de las erupciones solares. La antena del Spectrum-1 estaba montada en uno de los paneles solares.

## La misión

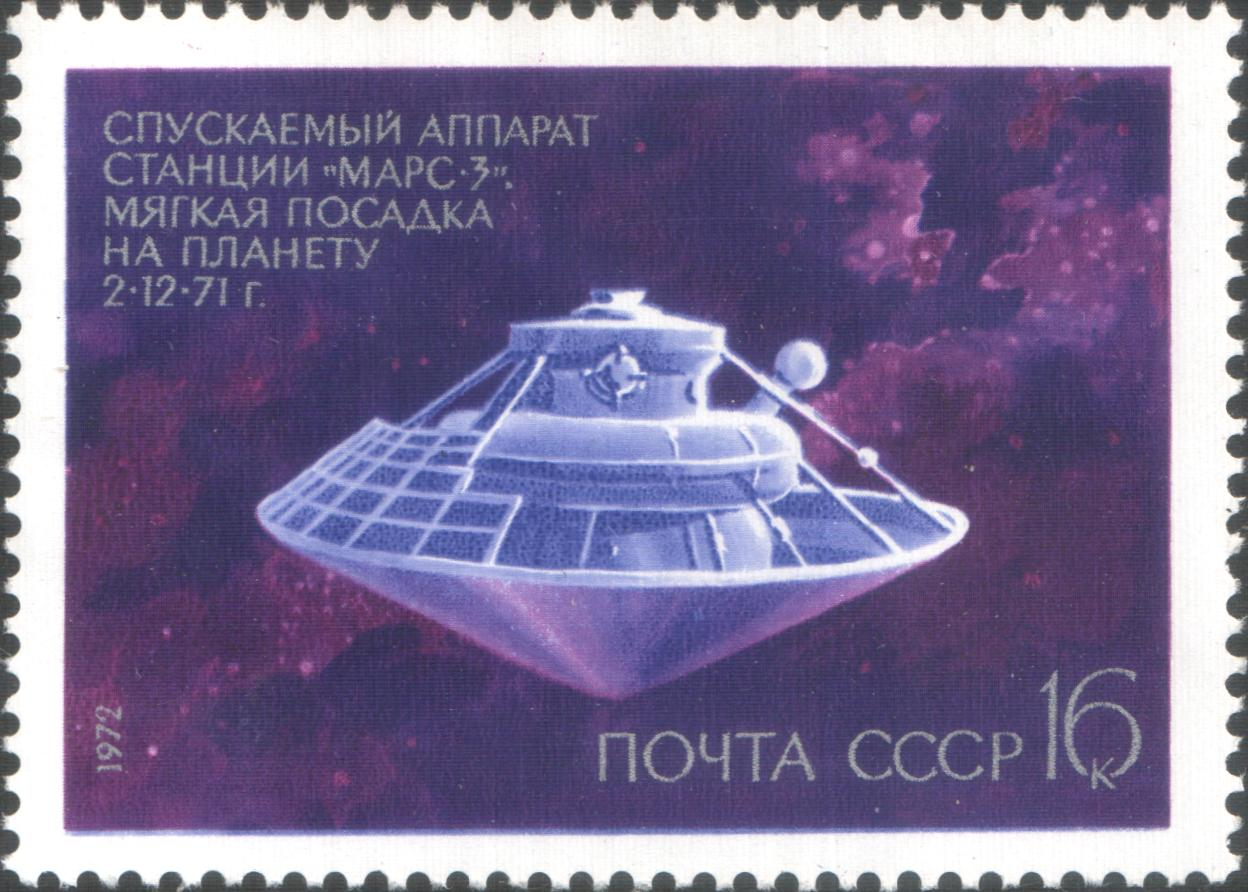
Sello de la URSS.

La sonda mars 3 fue lanzada hacia Marte impulsada por la última etapa del cohete lanzador llamada Tyazheliy Sputnik (71-049C). Se realizó una maniobra de corrección de la trayectoria el día 8 de junio. El módulo orbital soltó el módulo de descenso (71-049F) unas 4 horas y 35 minutos antes de llegar a Marte el día 2 de diciembre de 1971 a las 09:14 GMT (MSD 34809, 11 Libra 192 Dariano).
El módulo de descenso entró en la atmósfera marciana a una velocidad de 5,7 kilómetros por segundo. Usando el frenado aerodinámico, los paracaídas y los retrocohetes, la sonda de descenso logró un aterrizaje suave a 45ºS y 158ºO y comenzó sus operaciones. Sin embargo, tras 20 segundos de trabajo los instrumentos se pararon por razones desconocidas, quizás como resultado de la masiva tormenta de polvo que estaba teniendo lugar en el momento del aterrizaje.
Mientras tanto el orbitador había sufrido una pérdida parcial de combustible y no tuvo el suficiente como para colocarse en la órbita planeada de 25 horas. El motor realizó un encendido que quedó truncado y colocó a la mars 3 en una órbita de 12 días y 19 horas de duración, con una inclinación de 48.9º.
Los orbitadores Mars 2 y Mars 3 enviaron grandes cantidades de datos a nuestro planeta entre diciembre de 1971 y marzo de 1972, aunque las transmisiones continuaron hasta el mes de agosto. Se anunció que ambas sondas finalizaron sus operaciones el 22 de agosto de 1972, tras completar la sonda Mars 2 un total de 362 órbitas a Marte y un total de 20 órbitas la sonda Mars 3. En total realizaron 60 fotografías.
Las imágenes obtenidas junto con los datos revelaron montañas de 22 kilómetros de altura, la presencia de oxígeno e hidrógeno atómico en la atmósfera superior, temperaturas en la superficie entre los -110°C y los +13 °C, presiones superficiales de entre 5,5 y 6 milibares, concentraciones de vapor de agua 5000 veces inferiores a las de la Tierra. También se detectó que la ionosfera marciana comenzaba entre los 80 y 110 kilómetros de altura y que se hallaban presentes granos de las tormentas de polvo hasta los 7 kilómetros de altura. Los datos permitieron la realización de mapas de relieve de la superficie, así como valiosa información sobre la gravedad y campos magnéticos de Marte.

## Módulo de descenso

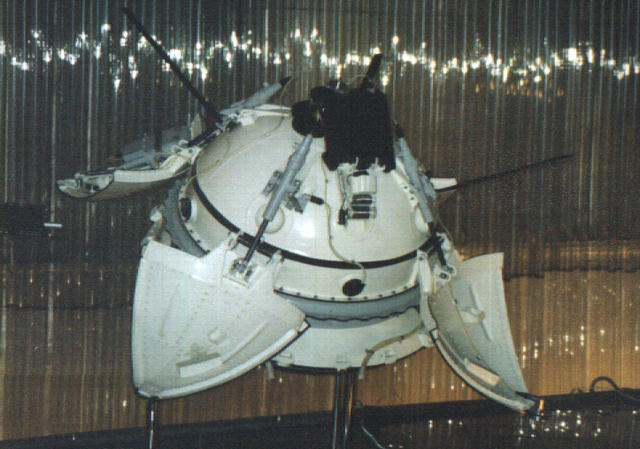
Modelo de la sonda de descenso.

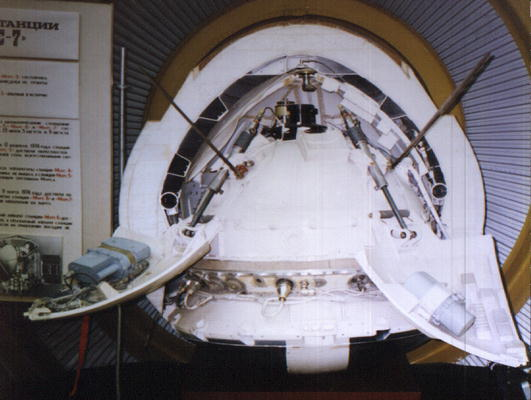
Modelo de la sonda de descenso en el NPO Lavochkin Museum.

El módulo de descenso de la Mars 3 estaba situado en la parte del orbitador contraria al sistema de propulsión. Tenía forma de esfera de 1,2 metros de diámetro y un escudo de frenado de 2,9 metros de diámetro con forma cónica. El sistema de descenso lo formaban un conjunto de paracaídas y los retrocohetes. Cargado de combustible este módulo tenía un peso total de 1.210 kg, de los que la cápsula esférica tenía 358 kilogramos.
Un sistema de control automático consistente en pequeños motores de gas y contenedores presurizados de nitrógeno servían para controlar la orientación. Cuatro pequeños cohetes estaban colocados alrededor del cono para controlar el cabeceo y el balanceo durante el descenso. El paracaídas principal y el auxiliar, el motor para el aterrizaje y el altímetro radar estaban colocados en la parte superior del módulo. Se colocaron bloques de espuma aislante como protección para absorber el choque contra el suelo. La cápsula de aterrizaje tenía cuatro pétalos triangulares que se abrían tras el aterrizaje, para equilibrar la nave y dejar al descubierto los instrumentos.

## Instrumentación del lander
El aterrizador llevaba como instrumentación científica:
- Dos cámaras de televisión que permitían obtener unas vistas de 360° de la superficie.
- Un espectrómetro de masas para estudiar la composición atmosférica.
- Sensores de temperatura, presión, composición y velocidad del viento
- Dispositivos para medir las propiedades mecánicas y químicas del suelo.

- Una pala mecánica para buscar compuestos orgánicos y signos de vida.
Cuatro antenas colocadas en la parte superior proporcionaban las comunicaciones con el orbitador a través de los sistemas de radio. La nave portaba baterías eléctricas que fueron cargadas por el orbitador justo antes de la separación. El control de la temperatura era mantenido usando aislantes térmicos y radiadores. La cápsula de aterrizaje fue esterilizada antes del lanzamiento para evitar la contaminación del ambiente marciano.

## El rover
El aterrizador Mars 3 portaba un pequeño robot con capacidad de moverse llamado PROP-M. El robot tenía una masa de 4,5 kilogramos y estaba unido al aterrizador por un cable para mantener las comunicaciones. El rover estaba diseñado para ‘andar’ usando un par de esquís que le permitían desplazarse hasta unos 15 metros, la longitud del cable. El rover portaba un penetrómetro dinámico y un medidor de radiación. El robot tenía forma de caja con una pequeña protuberancia en el centro. A cada lado de la caja se encontraban los esquíes, que elevaban ligeramente el robot sobre la superficie. Delante de la caja se encontraba una barra de detección de obstáculos. El rover debía desplegarse tras el aterrizaje, siendo portado por un brazo robótico que lo colocaría delante de las cámaras de televisión. Tras moverse un poco, debía realizar un análisis del suelo cada 1,5 metros. Las huellas dejadas en la superficie además servirían para conocer las características del terreno.

## Desarrollo de la misión
El módulo de descenso se separó del orbitador el 2 de diciembre de 1971 a las 09:14 GMT. Quince minutos más tarde el motor de descenso fue encendido para colocar hacia delante el escudo de aerofrenado. A las 13:47 GMT el módulo entró en la atmósfera marciana a 5,7 km/s y con un ángulo menor de 10°. El paracaídas de frenado se desplegó correctamente y fue seguido por el paracaídas principal que frenó la nave hasta lograr una velocidad menor que la del sonido. Entonces el escudo térmico fue expulsado y se puso en marcha el radar de altimetría. A una altura de entre 20 y 30 metros y con una velocidad de entre 60 y 110 m/s se desconectó el paracaídas principal y se encendieron unos pequeños cohetes laterales que lo alejaron de la zona. Simultáneamente se encendieron los retrocohetes para frenar al máximo. Todo el proceso duró unos 3 minutos.
Mars 3 tocó la superficie a unos 20,7 m/s aproximadamente a 45ºS y 158ºO, en el cráter Ptolomeo (o Ptolemaeus), a las 13:50:35 GMT. Los absorbedores del choque dentro de la cápsula fueron diseñados para evitar el daño a los instrumentos. Los cuatro pétalos de la cubierta se abrieron y la sonda comenzó a transmitir datos hacia el orbitador mars 3 a las 13:52:05 GMT, unos 90 segundos tras el aterrizaje.
Unos 20 segundos después, a las 13:52:25, la transmisión cesó por completo por causas desconocidas y no se recibieron más señales desde la superficie marciana. Se desconoce si los fallos estaban en el aterrizador o en el sistema repetidor del orbitador. En ese escaso tiempo se pudo lograr una panorámica parcial de una imagen que no mostraba detalles y con una iluminación muy baja de unos 50 lux. La causa del fallo podría estar relacionada con la poderosa tormenta de arena que tenía lugar en el momento del aterrizaje que podría haber inducido una descarga eléctrica, dañando el sistema de comunicaciones y lo que también explicaría la poca iluminación de la imagen.